# Блом, Оттон Гаврилович
Оттон (Отто-Леонард) Гаврилович фон Блом (1798—1877) — генерал-лейтенант, директор Финляндского кадетского корпуса.

## Биография
Родился 7 мая 1798 года. В военную службу вступил в конце 1810-х годов, служил в армейской пехоте и в 1820 году был произведён в прапорщики. С 1820 года занимался тригонометрической съёмкой Финляндии. В 1823 году был назначен на Кавказ, где также занимался картографированием местности, причём неоднократно бывал в стычках с горцами.
В 1828—1829 годах принимал участие в русско-турецкой войне и за отличие был произведён в штабс-капитаны. 22 апреля 1829 году ему была пожалована золотая шпага с надписью «За храбрость».
В 1836 году был произведён в полковники и в 1846 году — в генерал-майоры, долгое время был директором Финляндского кадетского корпуса. 11 декабря 1840 года Блом за беспорочную выслугу 25 лет в офицерских чинах был награждён орденом св. Георгия 4-й степени (№ 6225 по кавалерскому списку Григоровича — Степанова)

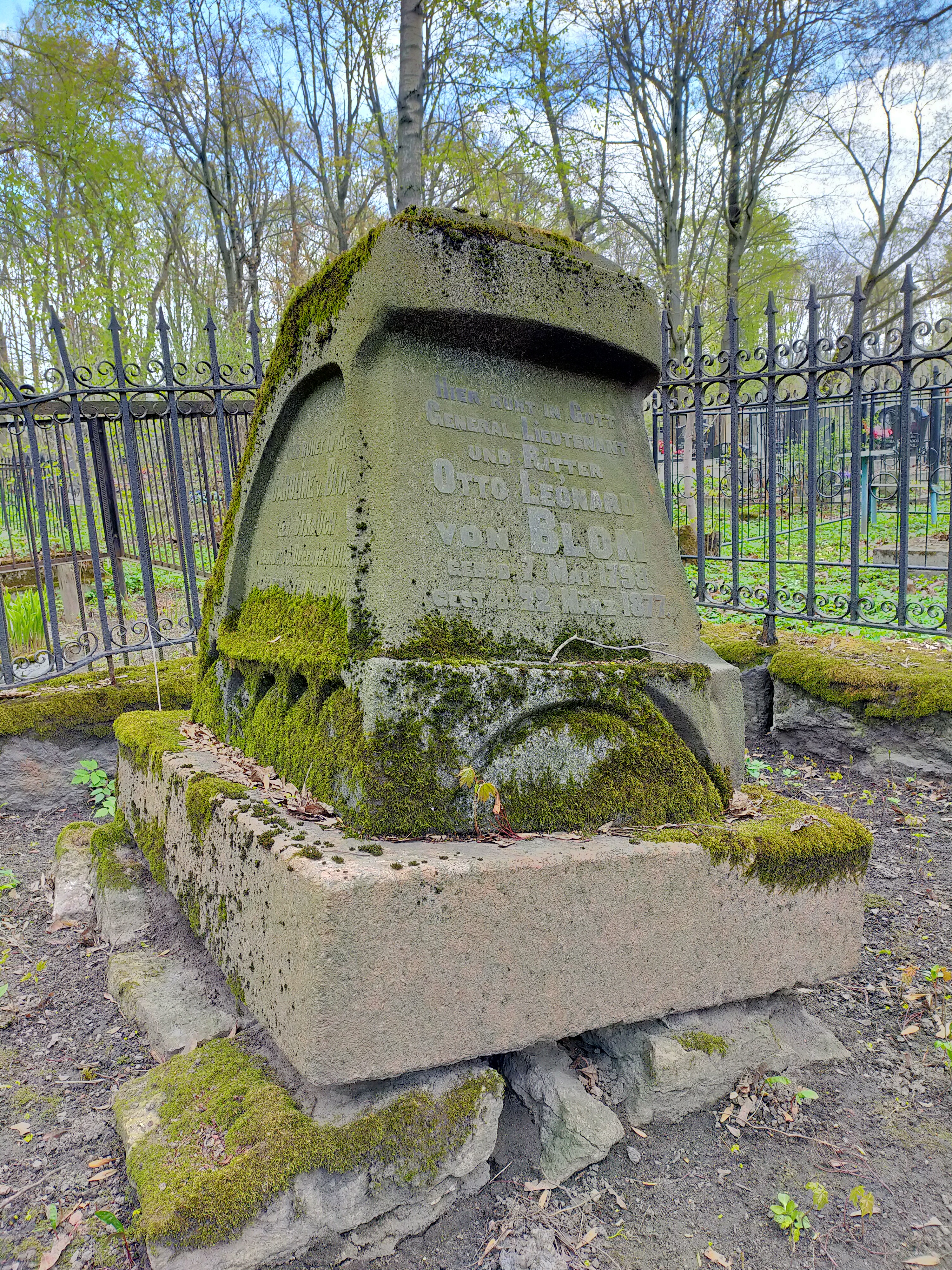
Надгробие

С началом Крымской войны Блом находился в составе войск, назначенных на прикрытие побережья Балтийского моря и был начальником Вазаского отряда в Финляндии. В 1855 году он участвовал в отражении налёта англо-французского флота на Транзунд и Гамлекарлебю (20 декабря), в 1856 году за отличие был произведён в генерал-лейтенанты.
По окончании военных действий Блом вернулся на должность директора Финляндского кадетского корпуса и в июле 1861 года вышел в отставку.
Скончался в Санкт-Петербурге 22 марта 1877 года, похоронен на Волковском лютеранском кладбище.
Его сын, Михаил, был генерал-майором, военным агентом в Дании и Швеции и членом финляндского сената.